# Teius (Teiidae)
Teius – rodzaj jaszczurek z rodziny tejowatych (Teiidae).

## Zasięg występowania
Rodzaj obejmuje gatunki występujące w Brazylii, Boliwii, Paragwaju, Urugwaju i Argentynie.

## Morfologia
Długość ciała średnio 144 mm; ogon 2,2–2,4 dłuższy od ciała.

## Systematyka

### Etymologia
- Teius: rodzima, południowo-amerykańska nazwa teju dla jaszczurek[6].
- Acrantus: gr. ακραντος akrantos „okaleczony”[3]. Gatunek typowy: Lacerta teyou Daudin, 1802.

### Podział systematyczny
Do rodzaju należą następujące gatunki: 
- Teius oculatus
- Teius suquiensis
- Teius teyou – teju[7]